# Neuvième Art (périodique)
Pour l’article homonyme, voir Bande dessinée.
Neuvième Art (9e Art jusqu'au onzième numéro) est une revue française d'étude de la bande dessinée coéditée par les Éditions de l'An 2 et la Cité internationale de la bande dessinée et de l'image, dont 15 numéros furent publiés entre 1996 et 2009. Une revue en ligne, Neuvième Art 2.0, remplace l'édition papier à partir de 2010.

## Historique
La revue paraît annuellement de 1996 à 2002 (numéros 1 à 7), puis semestriellement de 2003 à 2004 (numéros 8 à 11) avant de revenir à une parution annuelle en 2006 (à partir du numéro 12, qui inaugure une nouvelle maquette et un nouveau format). La revue est dirigée par Thierry Groensteen jusqu'au numéro 13 inclus. À partir du numéro 14, Jean-Marie Compte, directeur du CNBDI, choisit d'en confier la rédaction en chef à Jean-Pierre Mercier, qui en coordonnera deux numéros.
À la création de la Cité internationale de la bande dessinée et de l'image en 2008, son premier directeur général, Gilles Ciment, engage l'établissement dans une mutation numérique et décide en 2010 d'abandonner l'édition papier très confidentielle pour faire migrer la revue sur Internet, sous le titre Neuvième Art 2.0, d'abord pilotée par Pouria Amirshahi. En 2012, Gilles Ciment fait revenir Thierry Groensteen et lui confie la rédaction en chef de la revue en ligne. Il passera la main en 2021 à Sylvain Lesage et Irène Le Roy Ladurie.

## Numéros parus
- Neuvième Art n°1 (janvier 1996) : Alain Saint-Ogan - Rodolphe Töpffer - Marcel Gotlib - Bud Fisher - l'autobiographie en bande dessinée.
- Neuvième Art n°2 (janvier 1997) : George Herriman - André Juillard - Chris Ware - Calvin et Hobbes - la bande dessinée muette (1).
- Neuvième Art n°3 (janvier 1998) : Gustave Doré - Daniel Goossens - la bande dessinée muette (2) - Muñoz et Sampayo - portfolio Alberto Breccia.
- Neuvième Art n°4 (janvier 1999) : Marc-Antoine Mathieu - Patrick Cothias - Henri de Sta - la loi du 16 juillet 1949 - genres et séries.
- Neuvième Art n°5 (janvier 2000) : un bilan complet des années 1990 - Moebius - Jean Van Hamme - Francis Masse.
- Neuvième Art n°6 (janvier 2001) : Pierre Alechinsky - la bande dessinée des filles - le minimalisme - Joann Sfar - Alan Moore.
- Neuvième Art n°7 (janvier 2002) : Will Eisner - brouillons et crayonnés - Arthur Burdett Frost - le reportage dessiné - Caran d'Ache.
- Neuvième Art n°8 (janvier 2003) : Emmanuel Guibert - histoires d'atelier - la bande dessinée sur le net - Jean-Claude Forest - peplum, western, pirates.
- Neuvième Art n°9 (octobre 2003) : Carl Barks - les faux dessins d'enfants - Lorenzo Mattotti - Frits van den Berghe - Fabrice Neaud.
- Neuvième Art n°10 (janvier 2004) : le Manga d'auteur - Art Spiegelman - l'OuBaPo - Saul Steinberg - Lyonel Feininger.
- Neuvième Art n°11 (octobre 2004) : David B. - histoire de la revue Linus - Musset - Ever Meulen - nouvelles stratégies éditoriales.
- Neuvième Art n°12 (janvier 2006) : Georges Wolinski - Métal hurlant - le noir - Charles Burns - Edmond Baudoin - Richard McGuire - la bande dessinée animalière.
- Neuvième Art n°13 (janvier 2007) : Lewis Trondheim - René Pétillon - bande dessinée et philosophie - l'école du New Yorker - Philippe Druillet - questions de mise en page.
- Neuvième Art n°14 (janvier 2008) : Blutch - José Muñoz - Francis Masse - Futuropolis par Florence Cestac.
- Neuvième Art n°15 (janvier 2009) : Dupuy-Berberian - nouvelles formes de la bande dessinée populaire - retour à Fred - bande dessinée et animation.
- Neuvième Art 2.0 (revue numérique depuis 2010)

## Identité graphique

Logo original1996-2006)
Deuxième version (2006-2009)
Revue numérique (2010)

### Documentation
- Jean-Philippe Martin, « 9e Art », Critix, no 1,‎ automne 1996, p. 45-49.